# Književnost u 1599.
◄◄ | ◄ | 1596. | 1597. | 1598. | 1599.  | 1600. | 1601. | 1602. | ► | ►►
Arhitektura • Astronomija • Glazba • Kazalište • Kiparstvo • Knjige • Književnost • Kršćanstvo • Medicina • Politika • Pravo • Promet • Slikarstvo • Znanost
Književnost u 1599.

## Svijet

### Književna djela
- Mnogo vike ni za što Williama Shakespearea

## Vanjske poveznice
|  | Zajednički poslužitelj ima još gradiva o temi Književnost u 1599. |